# ラジョン・ロンド
- レイジョン・ロンド

ラジョン・ピエール・ロンド（Rajon Pierre Rondo,1986年2月22日 - ）は、アメリカ合衆国ケンタッキー州ルイビル出身の元プロバスケットボール選手。NBAのボストン・セルティックスなどで活躍した。現役時代のポジションはポイントガード。

## 経歴

### 学生時代
高校はルイビルのイースタン高校とオークヒルアカデミー高校でプレイ。マクドナルド選出のオールアメリカンチームなどに選ばれ、マイケル・ジョーダンが主催するJordan Capital Classic gameにも参加した。また1試合に31アシストという驚異的な数字も残している。
大学はケンタッキー大学に進学。2年目の2005-06シーズンにはサウスイースタン・カンファレンスのセカンドチームに選ばれ、またアメリカ代表としてU-21世界選手権に出場した。

### ボストン・セルティックス
2006年のNBAドラフトにアーリーエントリーしたロンドはフェニックス・サンズから1巡目21位指名を受けるが、その後ボストン・セルティックスにトレードされた。ルーキーシーズンの2006-07シーズンはセバスチャン・テルフェア、デロンテ・ウェストに次ぐ実質3番手ポイントガードとして開幕したが、テルフェアの不調もあってシーズン中盤から出場時間が増え、18連敗の泥沼状態に喘いでいたチームを支えた。6.4得点3.8アシスト1.6スティールのアベレージを残してオールルーキー2ndチームに選出された。このオフにセルティックスは2つの重要なトレード行い、レイ・アレンとケビン・ガーネットの獲得のため、テルフィアとウェストが相次いでチームを離れ、セルティックスには純粋なポイントガードがロンドのみとなった。

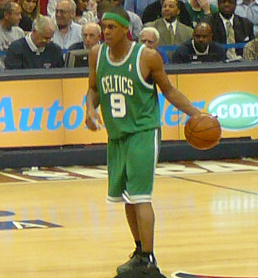
2008年のロンド

2007-08シーズン開幕前はポイントガードであるロンドがチームの弱点であると評価する声もあったがシーズン開幕後、ポール・ピアース、ガーネット、アレンらビッグスリーとともにチームの快進撃を支え、多くのスタッツでキャリアハイの成績を残した。プレーオフでもアトランタ・ホークスのマイク・ビビーや、デトロイト・ピストンズのチャウンシー・ビラップスといったベテランPG相手に堂々と渡り合い度胸のよさを見せた。NBAファイナルでは足を負傷し出場時間が減少したが第6戦では21得点、7リバウンド、8アシスト、6スティールというパフォーマンスを披露し、キャリア2年目にしてチャンピオンリングを獲得した。
2008-09シーズンはトリプル・ダブルを2回達成し、平均11.9得点、5.2リバウンド、8.2アシスト、1.9スティールを記録し、オールディフェンシブ2ndチームに選ばれ大きく成長したシーズンとなった。連覇をかけたプレーオフではトリプルダブルを3回達成し平均16.9得点、9.7リバウンド、9.8アシスト、2.5スティールとトリプルダブルに近い驚異的な成績を残しチームを引っ張ったが、チームはガーネット、レオン・ポウを欠いており1回戦のブルズとの長期戦の疲れもありカンファレンスセミファイナルで敗退した。
2009-10シーズン、ロンドは躍進を続け、初めてオールスターゲームにリザーブとして選出された。チームの成績はシーズンを50勝32敗でイースト4位とここ3年では最低の成績であったものの、ロンドは平均2.3スティールで初のスティール王に輝き、アシストもリーグ4位の成績であった(平均9.8アシスト)。また、総アシスト数794と総スティール数189はセルティックスのチーム最多記録となった。

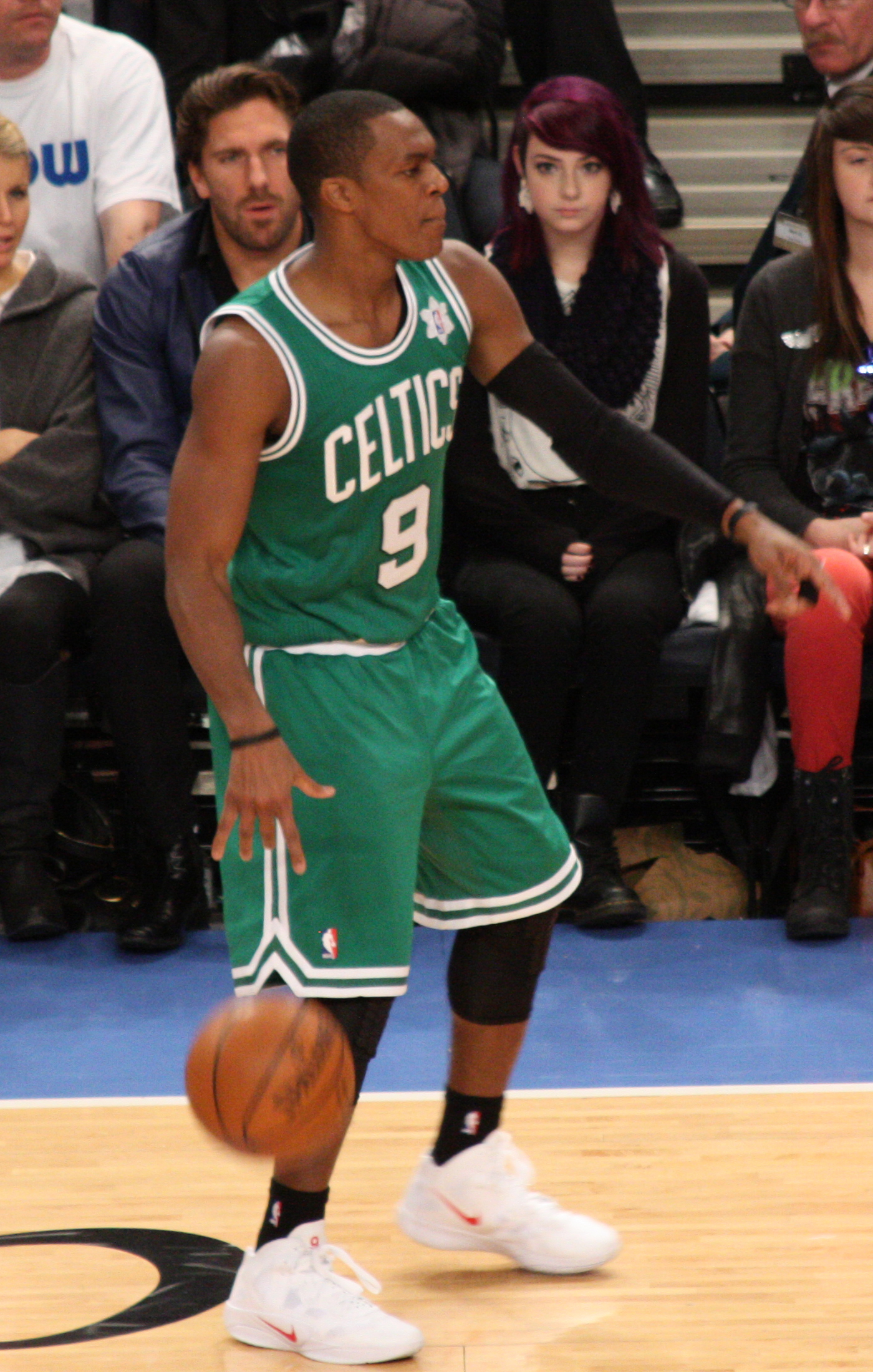
2011年のロンド

2010-11シーズン、2010年10月29日のニューヨーク・ニックス戦で、当時キャリアハイとなる24アシストを記録。2011年1月5日のサンアントニオ・スパーズ戦、1試合23アシストを記録。2011-12シーズン、2月15日のデトロイト・ピストンズとの対戦でキャリアハイとなる35得点を記録した。
2012-13シーズンは自己最多の1試合平均13.7得点、11.1アシスト、5.6リバウンドをマークし、アシストランキングはリーグトップだった。しかし2013年1月25日のアトランタ・ホークス戦で右膝の前十字靭帯断裂の怪我を負ったため、シーズンの残り全試合を欠場することになった。

### ダラス・マーベリックス
2014年12月18日、ジャミーア・ネルソンらとの交換トレードで、ダラス・マーベリックスに移籍。

### サクラメント・キングス
2015年7月3日、サクラメント・キングスと1年950万ドルの契約を結んだ。

### シカゴ・ブルズ
2016年7月3日、シカゴ・ブルズと2年2800万ドルで契約した。

### ニューオーリンズ・ペリカンズ
2017年7月1日にブルズからチームオプションを破棄され、FAとなった。その後15日にニューオーリンズ・ペリカンズと1年330万ドルの契約に合意した。
2017年12月27日のブルックリン・ネッツ戦でキャリアハイかつ史上12人目となる25アシストを記録した。シーズンでは65試合で平均26.2分に出場し、8.3得点・8.2アシスト・4.0リバウンド・1.1スティールなどを記録し、アンソニー・デイビスへのアリウープパスなどの多くの見せ場を作った。2018年のプレーオフ1回戦、対ポートランド・トレイルブレイザーズの初戦で17アシストを記録、試合は97-95で勝利した。第2戦目で16得点、10リバウンド、9アシストを記録、試合は111-102で勝利した。

### ロサンゼルス・レイカーズ
2018年7月にロサンゼルス・レイカーズと1年900万ドルで契約した。2018-19シーズンはロンゾ・ボールの控えとして46試合で平均29.8分に出場し、9.2得点・8.0アシスト・5.3リバウンド・1.2スティールなどを記録。2019年2月7日のセルティックス戦では、第4Qに自身初となるブザービーターを記録した。
2019年7月、レイカーズと1年260万ドルで再契約した（2年目にプレーヤーオプションあり）。2019-20シーズンは新型コロナウイルス感染拡大防止の関係で中断となり7月30日からシーズンが再開される予定となった。7月10日からチーム練習が再開可能となったが、13日の練習中に右親指の骨折をしたため手術を受けることとなり6～8週間離脱する見込みとなった。プレーオフでは自身3度目となるNBAファイナルに進出し、マイアミ・ヒートに4-2で勝利して自身2度目のNBAチャンピオンとなり、クライド・ラブレットに次いでNBA史上2人目となるセルティックスとレイカーズの両チームでNBAチャンピオンを経験した選手となった。さらに2020年のプレーオフでの通算105アシストは、1970-71以降の記録として2014年のマヌ・ジノビリの通算95アシストを上回り、ベンチから出場した選手の歴代最多アシストとなった。オフにプレイヤーオプションを破棄してFAとなった。

### アトランタ・ホークス
2020年11月21日にアトランタ・ホークスと2年1500万ドルで契約した。

### ロサンゼルス・クリッパーズ
2021年3月25日にルー・ウィリアムズとのトレードでロサンゼルス・クリッパーズへ移籍した。

### レイカーズ復帰
2021年8月16日にエリック・ブレッドソーとのトレードで、パトリック・ベバリー、ダニエル・オトゥルと共にメンフィス・グリズリーズへ移籍したが、28日にグリズリーズと契約のバイアウトに合意し、FAとなった。その後、31日に前年まで所属したレイカーズと1年260万ドルで契約した。

### クリーブランド・キャバリアーズ
2022年1月3日に3チーム間のトレードでクリーブランド・キャバリアーズへ移籍した。

### 現役引退
2024年4月2日、現役引退を発表した。

## プレースタイル
高い運動能力を備えたスラッシャータイプのポイントガード。
ポイントガードながらインサイドプレイヤーと張り合ってリバウンドを獲得し、トリプル・ダブルを記録する。豊富な跳躍力でダンクシュートを叩き込み、ティップインも決める。
パスの名手であり、3度のアシスト王を獲得している。また11/12シーズンから12/13シーズンにかけてNBA歴代２位となる３７試合連続２桁アシストを記録した(1位は元レイカーズのマジック・ジョンソンが記録した４６試合連続)。
セルティックスのビッグ3形成の際は、これまでチームの正PGではなかった彼が不安要素に数えられたが、現在はリーグ屈指のパサーであり、チームに無くてはならない存在となった。リーダーシップが強く勝気な性格で、デビュー2年目にスターターに定着するや早くも、ビッグスリーにもひるまず大声で怒鳴り散らしながら指示を出していたとポール・ピアースは語っている。歯に衣着せぬ物言いも、有言実行で周囲を黙らせるだけの凄みが彼にはあるといい、それがレイ・アレンとの確執を生み出した。もっとも2016年にアレンが引退を表明した時は、ロンドはアレンに称賛と餞別の賛辞を贈っている。
高いバスケIQを誇るが故にヘッドコーチと戦術面で衝突することが多く、マーベリックス時代の2015年にはヘッドコーチのリック・カーライルと激しく衝突し、プレーオフでほとんど出場機会を与えられなかった。
もともとディフェンス面に定評のある選手で、長いウイングスパンも利用し1試合平均2スティール以上を稼ぎ1996-97シーズンにリック・フォックスが作ったセルティックスのスティール記録を2009-10シーズンに更新した。
だがジャンプショットやフリースロー（60%程度の成功率）に不安があり、改善が求められている。

## その他
- 身長185cmに対してウィングスパンは206cm。そのためリバウンドやスティールといったプレイが得意である。手の平のサイズは、ロンド以上に巨体である選手仲間のレブロン・ジェームズよりも大きい。そんな彼の大学でのニックネームは "E.T." であった。
- 日本では一般的に「レイジョン」と表記されることが多く、またアメリカでも同様に呼ばれることがあるが、本人は自らのファーストネームを「ラジョン」であるとしている
- プレーオフではレギュラーシーズン以上の数字を残すことが多く「プレーオフロンド」とも呼ばれている[29]が、本人はそう呼ばれることを嫌っている[30]。
- ボストン時代にNBAのロゴが付いたヘアバンドをつける際に、ロゴを逆にして付け、プレイすることが多かった。これに関してNBAは正しい向きにして出場しろと注意されたが、ロンドはこれに従わず、注意されて以降はロサンゼルス・レイカーズに移籍するまでヘアバンドを付けて出場することはなかった。

## 個人成績

### レギュラーシーズン
| シーズン     | チーム       | GP  | GS  | MPG  | FG%  | 3P%  | FT%   | RPG | APG   | SPG  | BPG | PPG  |
| ------------ | ------------ | --- | --- | ---- | ---- | ---- | ----- | --- | ----- | ---- | --- | ---- |
| 2006–07      | BOS          | 78  | 25  | 23.5 | .418 | .207 | .647  | 3.7 | 3.8   | 1.6  | .1  | 6.4  |
| 2007–08      | BOS          | 77  | 77  | 29.9 | .492 | .263 | .611  | 4.2 | 5.1   | 1.7  | .2  | 10.6 |
| 2008–09      | BOS          | 80  | 80  | 33.0 | .505 | .313 | .642  | 5.2 | 8.2   | 1.9  | .1  | 11.9 |
| 2009–10      | BOS          | 81  | 81  | 36.6 | .508 | .213 | .621  | 4.4 | 9.8   | 2.3* | .1  | 13.7 |
| 2010–11      | BOS          | 68  | 68  | 37.2 | .475 | .233 | .568  | 4.4 | 11.2  | 2.3  | .2  | 10.6 |
| 2011–12      | BOS          | 53  | 53  | 36.9 | .448 | .238 | .597  | 4.8 | 11.7* | 1.8  | .1  | 11.9 |
| 2012–13      | BOS          | 38  | 38  | 37.4 | .484 | .240 | .645  | 5.6 | 11.1* | 1.8  | .2  | 13.7 |
| 2013–14      | BOS          | 30  | 30  | 33.3 | .403 | .289 | .627  | 5.5 | 9.8   | 1.3  | .1  | 11.7 |
| 2014–15      | BOS          | 22  | 22  | 31.8 | .405 | .250 | .333  | 7.5 | 10.8  | 1.7  | .1  | 8.3  |
| 2014–15      | DAL          | 46  | 46  | 28.7 | .436 | .352 | .452  | 4.5 | 6.5   | 1.2  | .1  | 9.3  |
| 2014-15計    | DAL          | 68  | 68  | 29.7 | .426 | .314 | .397  | 5.5 | 7.9   | 1.3  | .1  | 8.9  |
| 2015–16      | SAC          | 72  | 72  | 35.2 | .454 | .365 | .580  | 6.0 | 11.7* | 2.0  | .1  | 11.9 |
| 2016–17      | CHI          | 69  | 42  | 26.7 | .408 | .376 | .600  | 5.1 | 6.7   | 1.4  | .2  | 7.8  |
| 2017–18      | NOP          | 65  | 63  | 26.2 | .468 | .333 | .543  | 4.0 | 8.2   | 1.1  | .2  | 8.3  |
| 2018–19      | LAL          | 46  | 29  | 29.8 | .405 | .359 | .639  | 5.3 | 8.0   | 1.2  | .2  | 9.2  |
| 2019–20      | LAL          | 48  | 3   | 20.5 | .418 | .328 | .659  | 3.0 | 5.0   | .8   | .0  | 7.1  |
| 2020–21      | ATL          | 27  | 2   | 14.9 | .400 | .378 | .500  | 2.0 | 3.5   | 0.7  | .1  | 3.9  |
| 2020–21      | LAC          | 18  | 1   | 20.4 | .486 | .432 | 1.000 | 3.1 | 5.8   | 1.0  | .1  | 7.6  |
| 2020-21計    | LAC          | 45  | 3   | 17.1 | .442 | .404 | .941  | 2.4 | 4.4   | .8   | .1  | 5.4  |
| 2021–22      | LAL          | 18  | 0   | 16.1 | .324 | .267 | .500  | 2.7 | 3.7   | .7   | .3  | 3.1  |
| 2021–22      | CLE          | 21  | 1   | 19.5 | .429 | .397 | .750  | 2.8 | 4.9   | .9   | .0  | 6.2  |
| 2021-22計    | CLE          | 39  | 1   | 17.9 | .386 | .352 | .731  | 2.8 | 4.4   | .8   | .2  | 4.8  |
| 通算         | 通算         | 957 | 733 | 29.9 | .456 | .324 | .611  | 4.5 | 7.9   | 1.6  | .1  | 9.8  |
| オールスター | オールスター | 3   | 0   | 18.7 | .545 | .000 | .000  | 1.7 | 7.0   | .3   | .0  | 4.0  |

### プレーオフ
| シーズン | チーム   | GP  | GS  | MPG  | FG%  | 3P%  | FT%  | RPG | APG  | SPG | BPG | PPG  |
| -------- | -------- | --- | --- | ---- | ---- | ---- | ---- | --- | ---- | --- | --- | ---- |
| 2008     | BOS      | 26  | 26  | 32.0 | .407 | .250 | .691 | 4.1 | 6.6  | 1.7 | .3  | 10.2 |
| 2009     | BOS      | 14  | 14  | 41.2 | .417 | .250 | .657 | 9.7 | 9.8  | 2.5 | .2  | 16.9 |
| 2010     | BOS      | 24  | 24  | 40.6 | .463 | .375 | .596 | 5.6 | 9.3  | 1.9 | .1  | 15.8 |
| 2011     | BOS      | 9   | 9   | 38.3 | .477 | .000 | .632 | 5.4 | 9.6  | 1.1 | .0  | 14.0 |
| 2012     | BOS      | 19  | 19  | 42.6 | .468 | .267 | .696 | 6.7 | 11.9 | 2.4 | .1  | 17.3 |
| 2015     | DAL      | 2   | 2   | 18.5 | .450 | .500 | ---  | 1.0 | 3.0  | .0  | .0  | 9.5  |
| 2017     | CHI      | 2   | 2   | 33.5 | .423 | .000 | .500 | 8.5 | 10.0 | 3.5 | .5  | 11.5 |
| 2018     | NOP      | 9   | 9   | 33.6 | .413 | .421 | .643 | 7.6 | 12.2 | 1.4 | .2  | 10.3 |
| 2020     | LAL      | 16  | 0   | 24.7 | .455 | .400 | .684 | 4.3 | 6.6  | 1.4 | .1  | 8.9  |
| 2021     | LAC      | 13  | 0   | 16.9 | .340 | .393 | .667 | 2.6 | 3.8  | .4  | .2  | 4.2  |
| キャリア | キャリア | 134 | 105 | 34.0 | .440 | .330 | .649 | 5.6 | 8.5  | 1.7 | .2  | 12.5 |